# Castelo de Svätý Anton

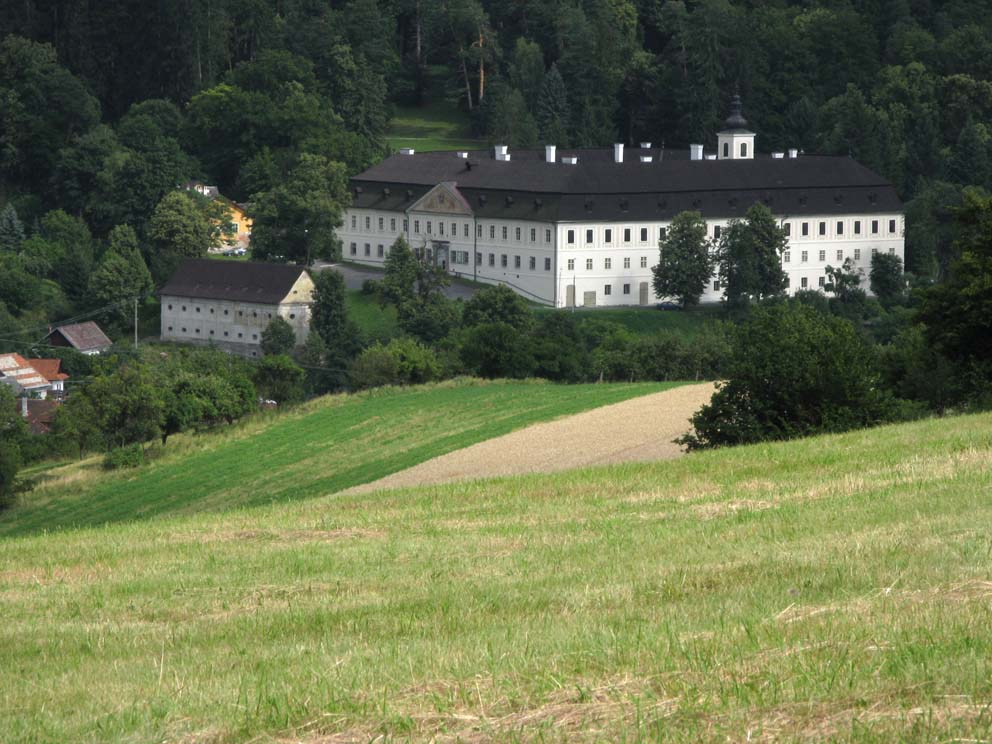
O castelo de Svätý Anton

O Castelo de Svätý Anton está localizado no vilarejo de Svätý Anton, na região de Banská Bystrica, Eslováquia.

## História
O castelo foi originalmente construído em estilo barroco, como um prédio de duas alas com arcadas com vista para um pátio e uma fonte de pedra. Em meados do século XVIII, o conde André de Koháry transformou-o em uma rica residência nobre de quatro alas. As famílias Koháry e Saxe-Coburgo-Gota colecionaram belas obras de arte, o que ajudou na função que o castelo de Svätý Anton tem desde 1962: ser um museu de arte, história e caça.